# Manuel Zelaya

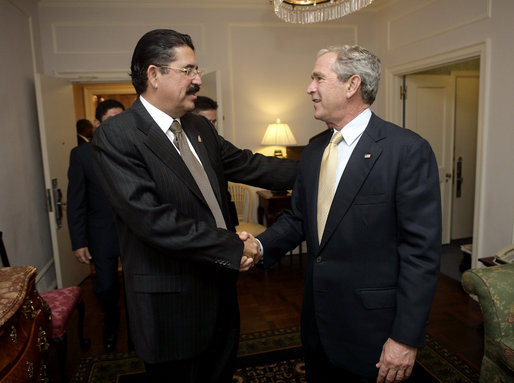
Při setkání s Georgem W. Bushem (2006)

José Manuel Zelaya Rosales (* 20. září 1952) je honduraský podnikatel a politik. Od 27. ledna 2006 zastával funkci prezidenta Hondurasu, 28. června 2009 jej však sesadila armáda. V čele země ho vystřídal předseda parlamentu Roberto Micheletti. Zelaya je synem bohatého honduraského podnikatele a ve firmě svého otce působí dodnes.

## Politická krize 2009–2010
Politická krize v Hondurasu vypukla 28. června 2009 jako následek sesazení tehdejšího prezidenta Manuela Zelayi armádou. Ten byl následně nucen odletět do Kostariky. Důvodem pro jeho sesazení byla jeho snaha o prosazení referenda o změnách v ústavě navzdory rozhodnutí nejvyššího soudu o jeho nezákonnosti. Jednalo se o referendum podobné venezuelskému referendu, které tamnímu prezidentovi Hugu Chávezovi povoluje ucházet se o místo prezidenta i do dalšího volebního období. Zelaya se následně po svém sesazení pokoušel dostat ze zahraničí zpět do země a provést zde puč a znovu se chopit vlády.
Většina latinskoamerických států, s spolu s USA a Evropskou unií, puč v Hondurasu odsoudily a požadovali návrat legálně zvoleného prezidenta do úřadu a současnou přechodnou Michelletiho vládu neuznávali. Vyzvaly však Zelayu, aby se nepokoušel vrátit do země proti vůli pučistů, jelikož se obávali následně vyvolaného násilí a nepokojů.
Po neúspěšných pokusech se v září 2009 podařilo Zelayovi dostat se zpět do Hondurasu. Jeho návrat do země otevřeně podporoval venezuelský prezident Hugo Chávez. Následkem Zelayova překvapivého návratu vyšly do ulic hlavního města tisíce jeho příznivců. Rozhořel se také diplomatický spor s Brazílií, v jejíž ambasádě se Zelaya v hlavním městě Tegucigalpě ukrýval. Brazilský prezident Lula da Silva vyzval prozatímní vládu, aby začala vzniklou situaci řešit.
27. ledna 2010 oznámila Dominikánská republika, že podepsala dohodu s Hondurasem, podle které bude Manuel Zelaya moci bezpečně odcestovat z Hondurasu do Dominikánské republiky. Dohoda mu tak umožňuje bezpečně opustit brazilskou ambasádu, kde strávil téměř čtyři měsíce. Dohoda byla podepsána v den, kdy se úřadu honduraského prezidenta ujal nový prezident Porfirio Lobo Sosa.

## Vyznamenání
- řetěz Řádu San Carlos – Kolumbie, 2008[7]
- velkokříž Řádu José Matíase Delgada se zlatou hvězdou – Salvador, 2009[8]